# Kimratshofen
Kimratshofen ist ein Ortsteil des Marktes Altusried und eine Gemarkung im bayerisch-schwäbischen Landkreis Oberallgäu. 

## Lage
Das Pfarrdorf liegt im Allgäu, umgeben von Feldern und Wiesen, etwa fünf Kilometer westlich von Altusried. Die Stadt Kempten (Allgäu) ist 24 km, Leutkirch im Allgäu 11 km entfernt. Der Kimratshofer Bach, ein Zufluss der Iller, fließt – größtenteils verrohrt – durch den Ort.
Zu Kimratshofen gehören die Dörfer bzw. Wohnplätze Behütgott, Bergen, Bischlagers, Bodenwalz, Bossen, Brand, Bronnen, Bruderhöfe, Buchen, Buchen a. Wald, Dezion, Duracherberg, Einsiedeln, Ettas, Greut, Grundbühl, Guntersthal, Häldele, Häuslen, Halden, Hettisried, Heuglosen, Holzmühle, Hubbrände, Kempterweg, Kohlstatt, Kühsteig, Mittelberg, Mühlengat, Mushanen, Naien, Neumühle, Oberhofen, Oberwalzlings, Reinthal, Sägmühle (Untersägen), Schieten, Schmidberg, Schorenmoos, Schreiers, Schreiloch, Schweineberg, Schwenden, Seefeld, Spöck, Steigberg, Tannschachen, Ungers, Ursulers, Waldsteig, Walzlings, Wasserbühl, Wassergat, Weitenau und Wies.

## Geschichte
Die westgermanischen Alemannen besiedelten ab ca. 400 n. Chr. die Ebene nördlich von Kimratshofen. Der ihnen angehörige Chunibert soll um 766 n. Chr. den Ort Chumbretzhouven gegründet haben. Der Name Kunebrechtishoven, aus dem im Laufe der Zeit dann Kimratshofen wurde, wird 1275 im Liber decimationis als Pfarrort genannt und zählte um 1353 insgesamt 50 Wohnungen. Als im Dreißigjährigen Krieg 1634 die Schweden das Allgäu besetzten, starben durch Plünderungen und die zeitgleich ausbrechende Pest das Dorf und seine Weiler fast völlig aus. Von 134 Familien überlebten 31. Erst durch den Zuzug von ca. 50 Exulanten-Familien aus Tirol, Vorarlberg und der Schweiz belebte sich die Gegend wieder.
Am 1. Januar 1972 wurde die bis dahin selbständige Gemeinde Kimratshofen im Zuge der Gemeindegebietsreform in den Markt Altusried eingegliedert.

## Infrastruktur
Ein beliebtes Ausflugs- und Wallfahrtsziel auf einem Hügel in 880 m Höhe südwestlich von Kimratshofen ist das Gschnaidt.

### Sehenswürdigkeiten
Die Pfarrkirche St. Agatha, das heutige Wahrzeichen von Kimratshofen, wurde von 1886 bis 1889 neu erbaut. Der Vorgängerbau musste 1877 wegen Baufälligkeit abgebrochen werden. Vom alten Kirchbau ist nur der Turmsockel aus Tuffsteinquadern erhalten. Diese Kirche steht im unmittelbar anschließenden Ortsteil Oberhofen und ist in die amtliche Denkmalliste eingetragen. Unter Denkmalschutz steht außerdem die Pestkapelle, der Gasthof Zur Post und eine Sandsteinfigur des hl. Franz Xaver von 1765.

### Verkehr
Die Staatsstraße 2009 führt nach Altusried und Legau, die Staatsstraße 1308 nach Leutkirch sowie die Kreisstraße OA 14 nach Kempten. Daneben verbinden diverse Gemeindestraßen Kimratshofen mit dem Umland.

## Berühmte Personen
Auf besondere Weise ist Kimratshofen mit dem Leben von Bert Brecht verbunden. Am 3. April 1919 wurde hier sein Sohn Frank Banholzer geboren und verbrachte hier auch seine ersten drei Lebensjahre.
Am 5. März 1883 wurde Georg Gromer in Kimratshofen geboren. Der katholische Priester, Gymnasiallehrer und promovierte Theologe war auch politisch in der Deutschen Zentrumspartei, der Bayerischen Volkspartei und der CSU aktiv. Von 1946 bis zu seinem Tod 1952 war er Mitglied des Bayerischen Landtags für den Stimmkreis Neuburg an der Donau. 1933 kam Gromer in Schwierigkeiten, da er den Hitlergruß nicht vorschriftsgemäß ausführte, sondern stattdessen den ähnlichen Gruß der Bayernwacht verwendete. (Quelle: Bayerisches Hauptstaatsarchiv München MK 16239).
- Adolf Hilsenbeck (1873–1947), Historiker und Bibliothekar
- Max Ritter von Mulzer (1893–1916), Jagdflieger

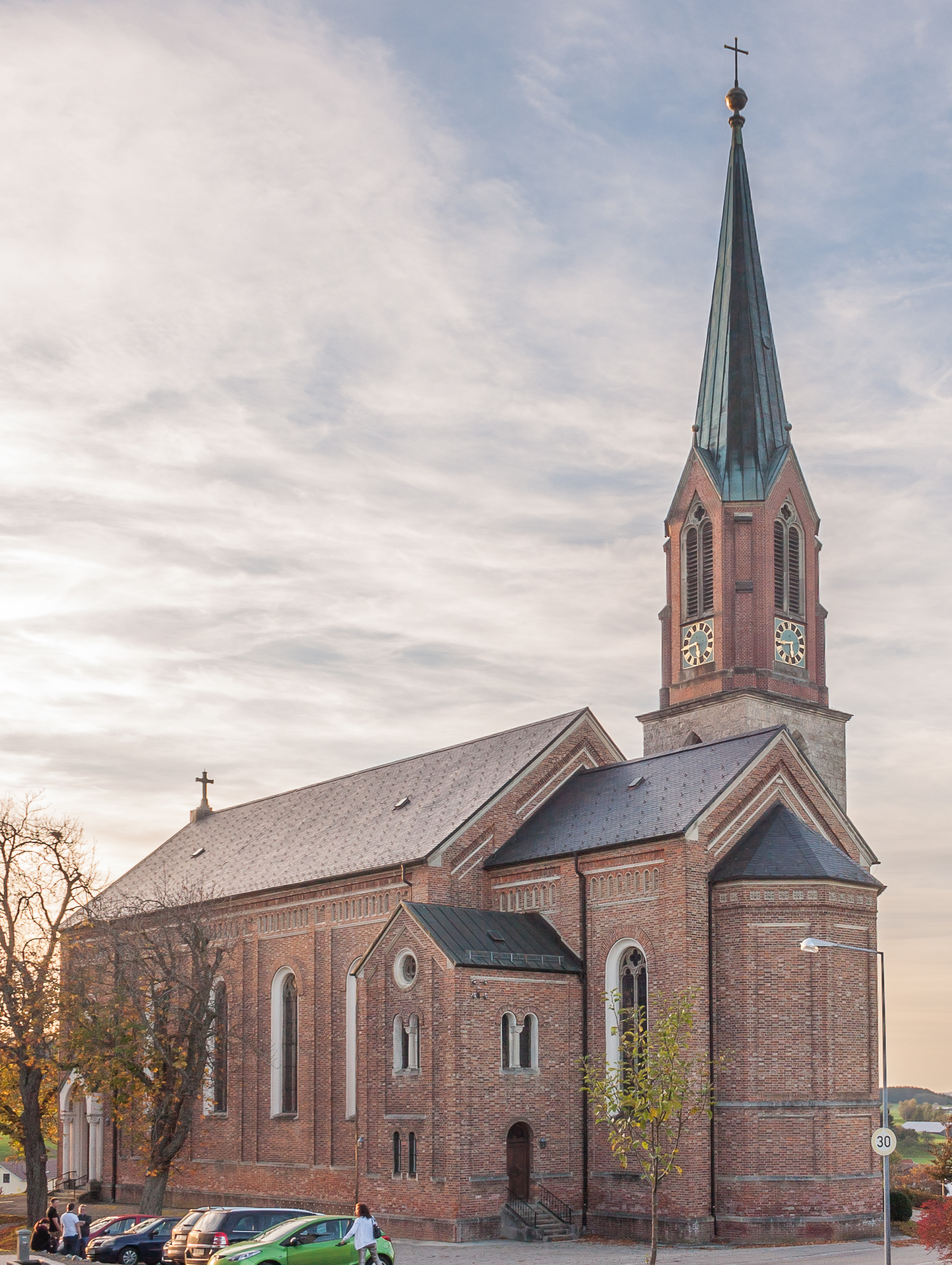
Kirche von Südosten
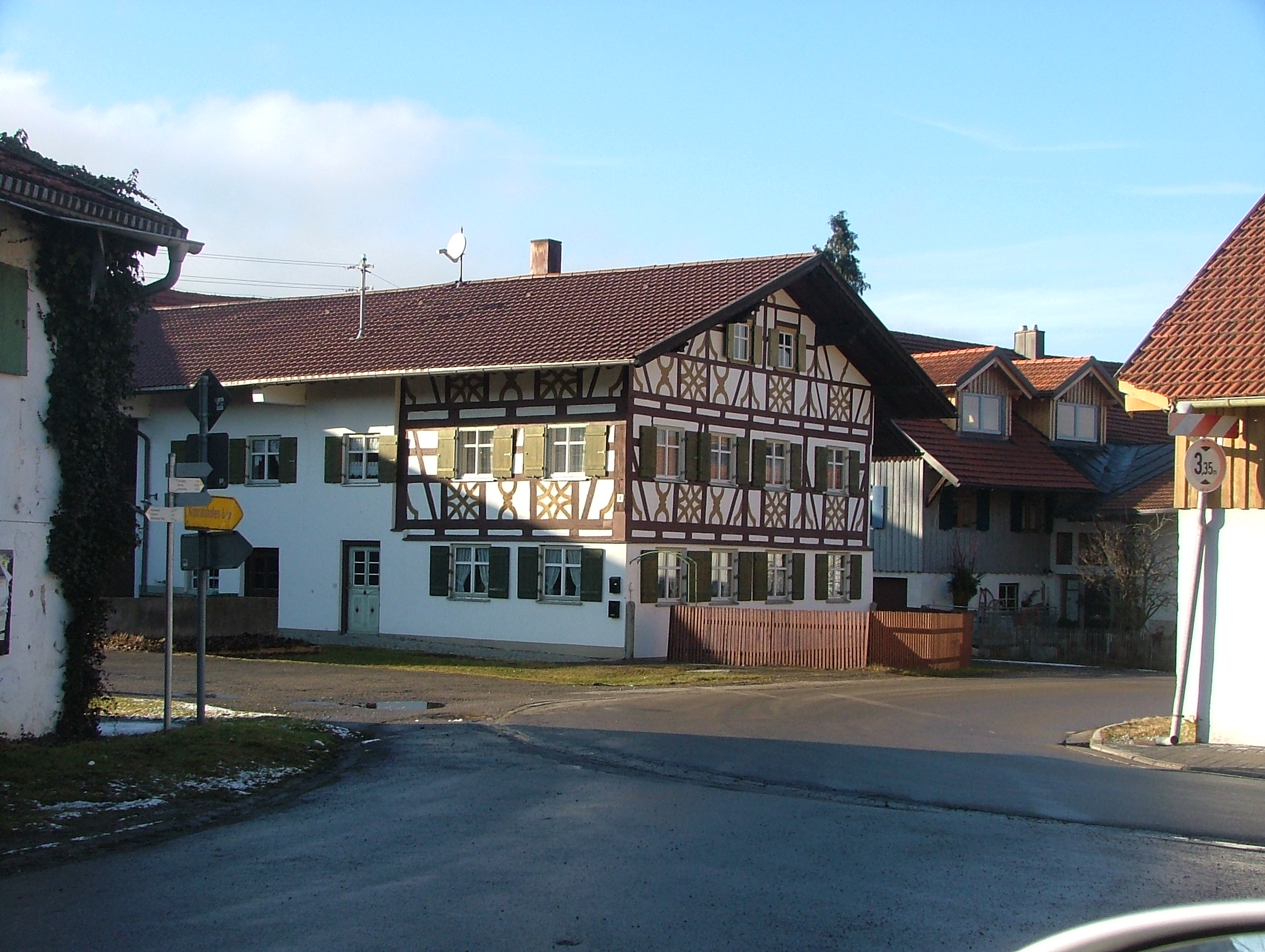
Walzlings
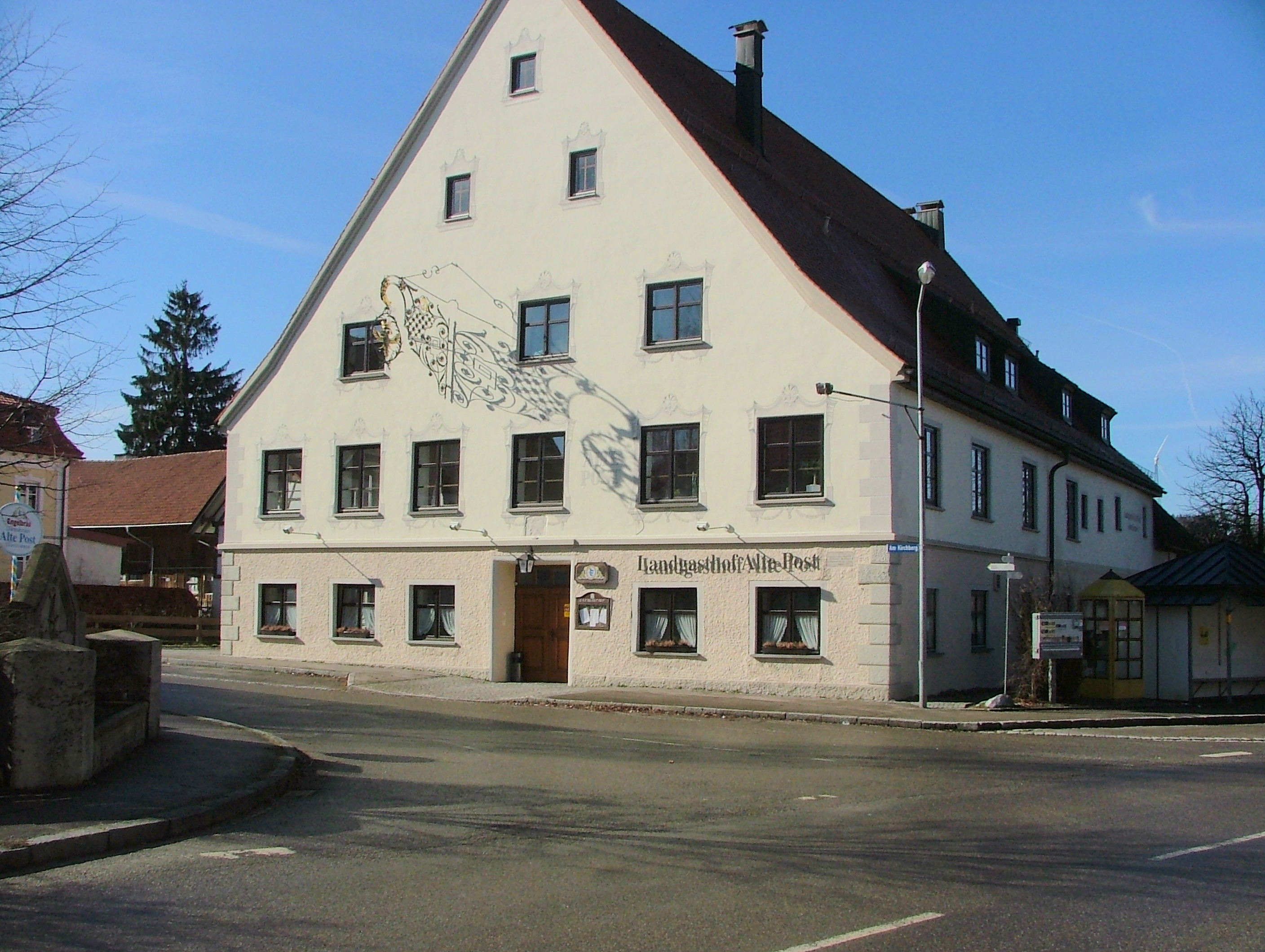
Landgasthaus zur Post
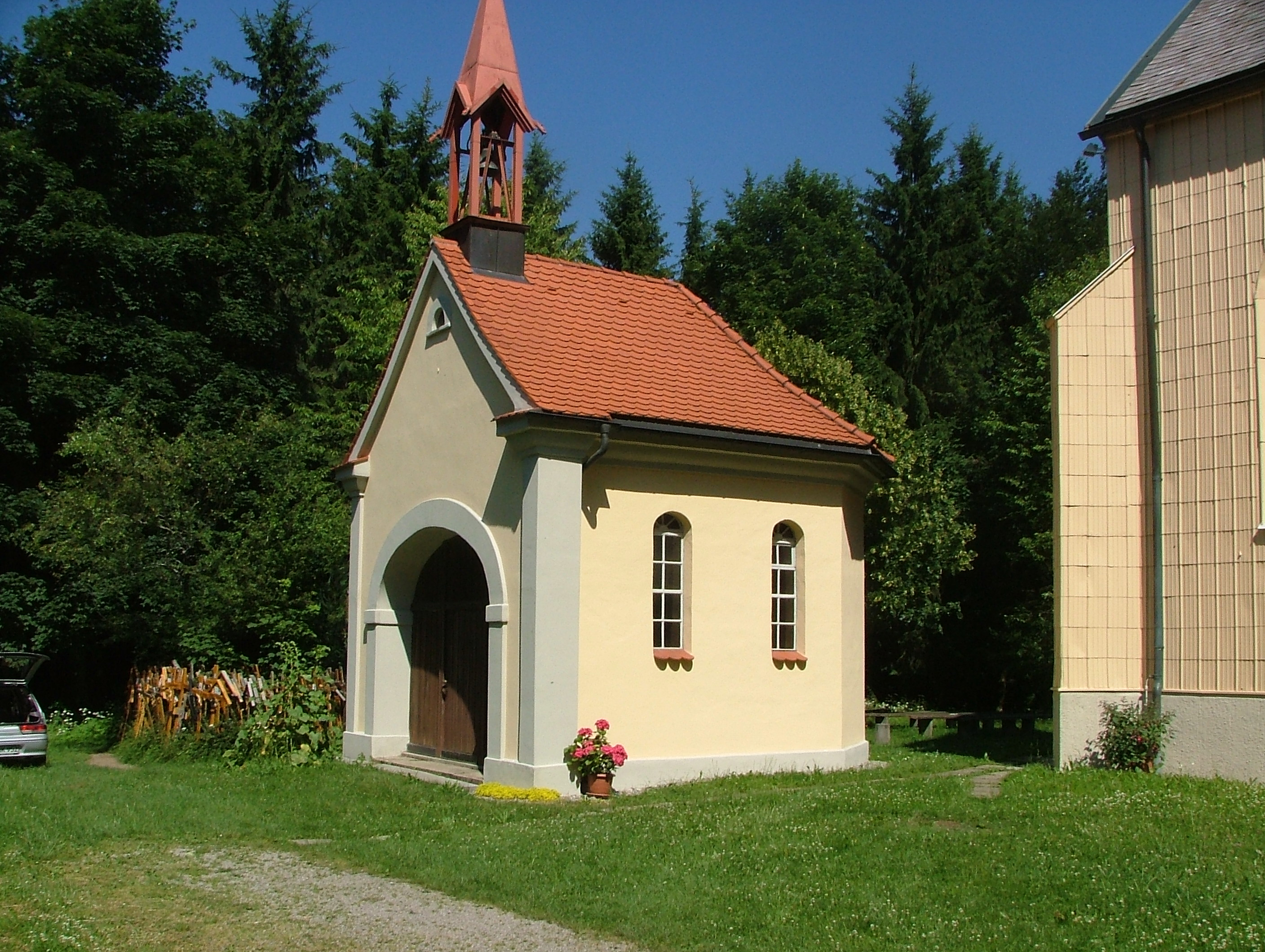
Gschnaidt
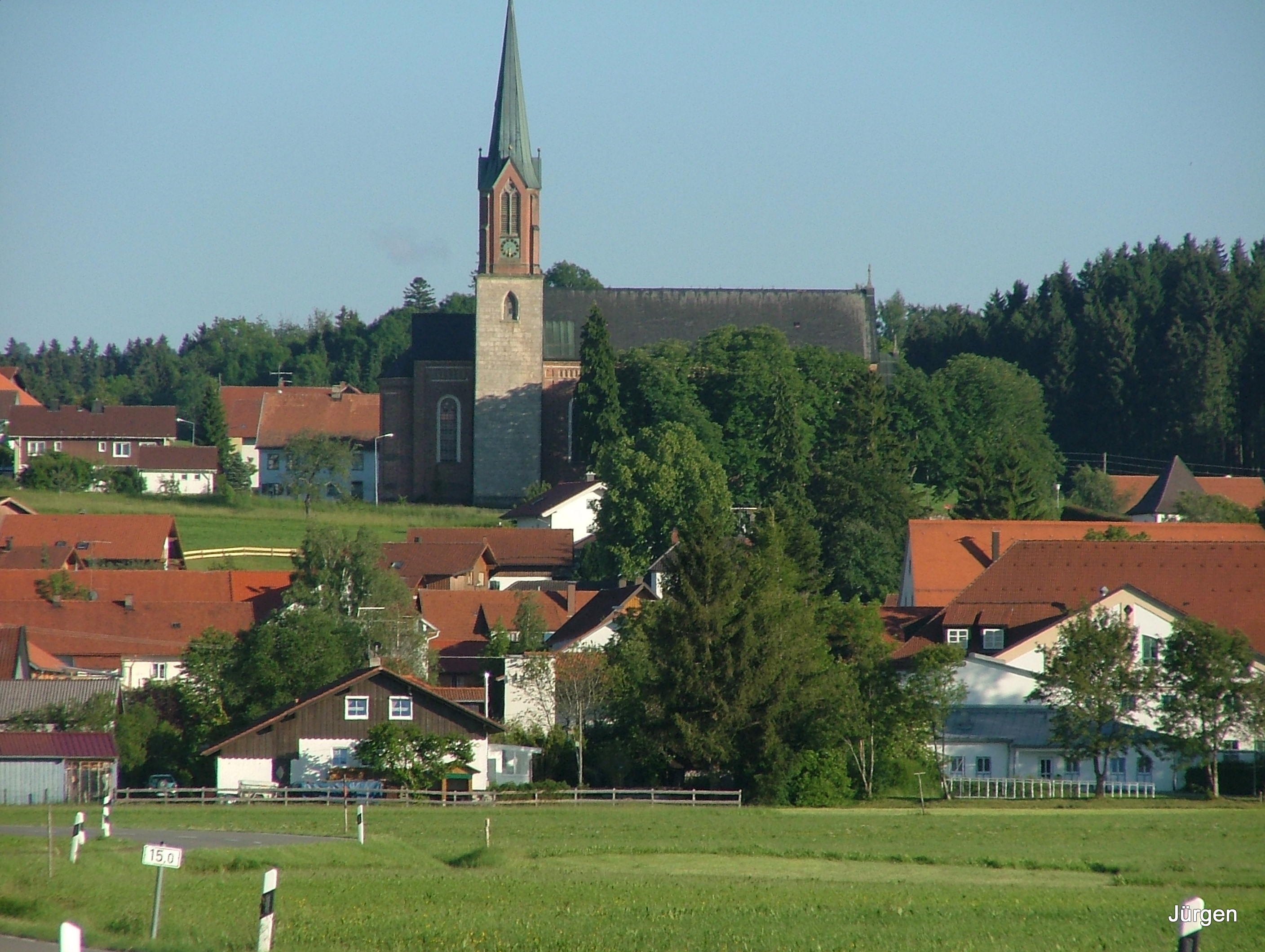
Kimratshofen
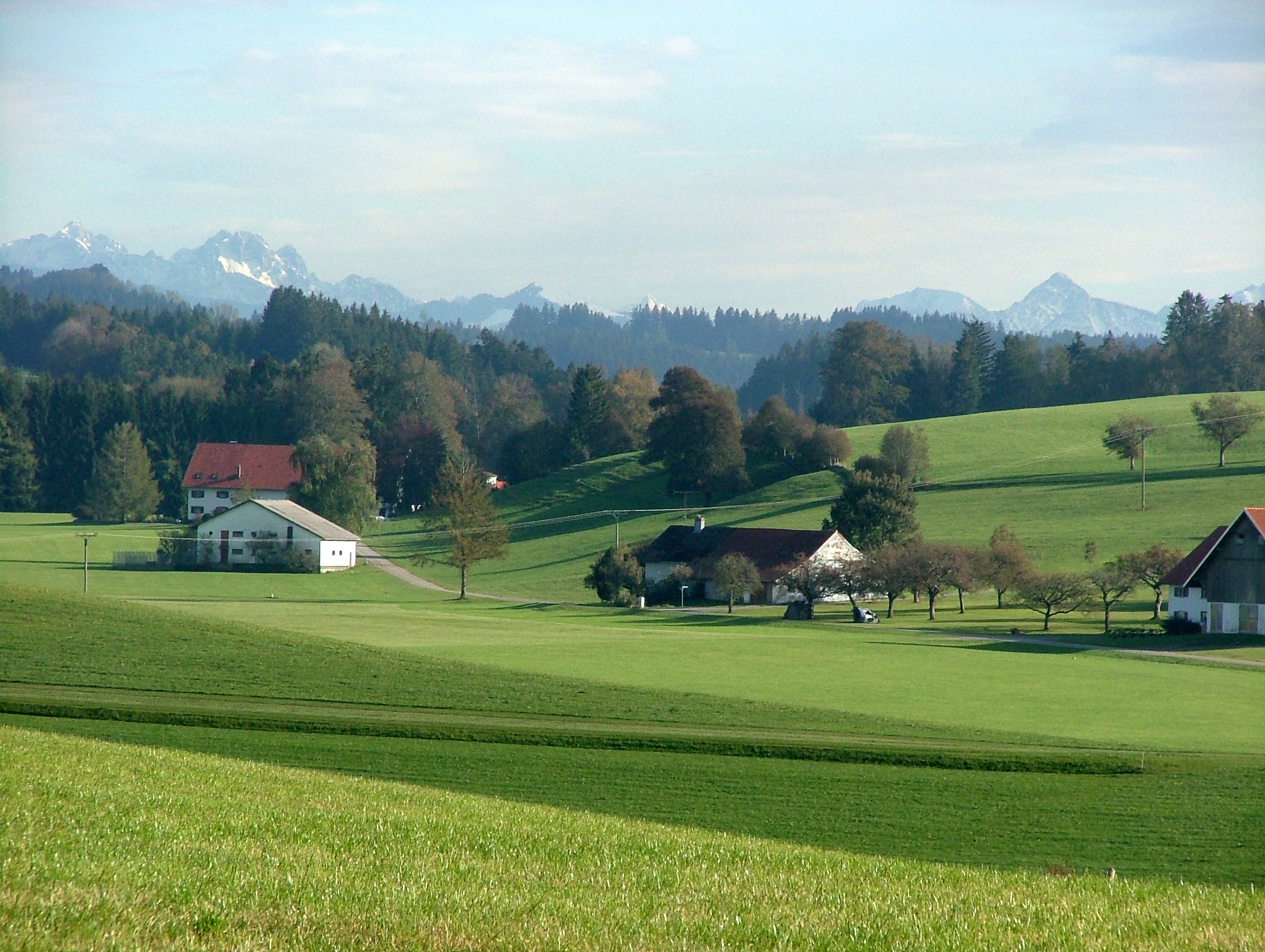
Kempter Weg Guntersthal
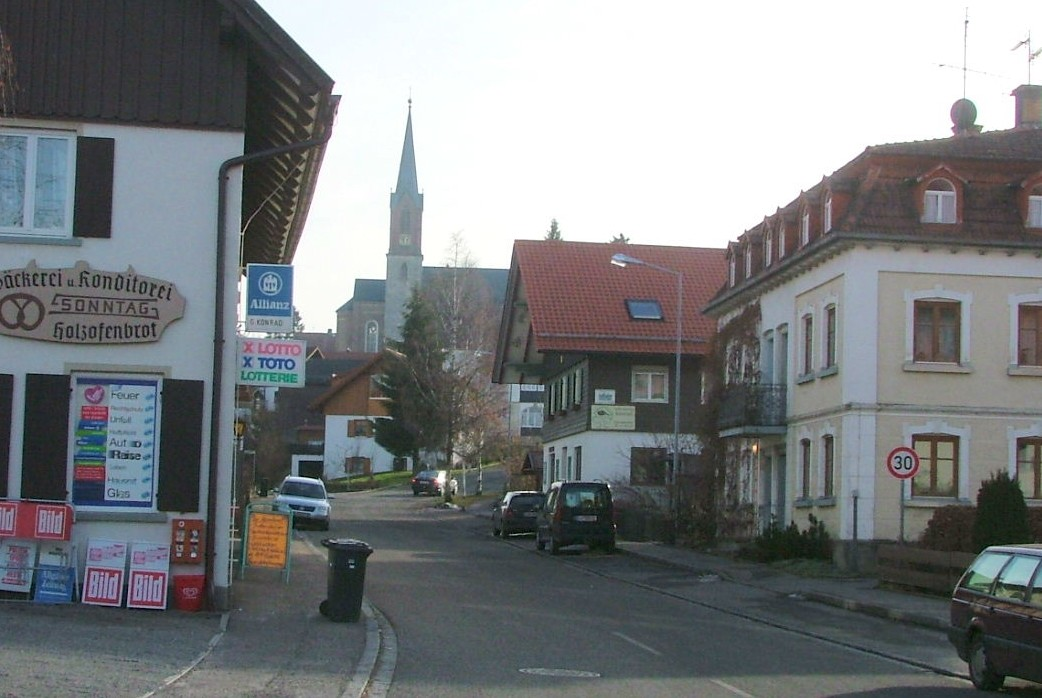
Kirchberg